# Греждень
Греждень, Греждені (рум. Grăjdeni) — село у повіті Васлуй в Румунії. Входить до складу комуни Фрунтішень.
Село розташоване на відстані 235 км на північний схід від Бухареста, 50 км на південь від Васлуя, 108 км на південь від Ясс, 87 км на північ від Галаца.

## Населення
За даними перепису населення 2002 року у селі проживали 835 осіб, усі — румуни. Усі жителі села рідною мовою назвали румунську.